# Theodor Kretschmer
Theodor Kretschmer (26 de noviembre de 1901-5 de diciembre de 1986) fue un general en la Wehrmacht de la Alemania Nazi durante la II Guerra Mundial. Fue condecorado con la Cruz de Caballero de la Cruz de Hierro.

## Carrera
Kretschmer se incorporó al ejército alemán en 1919 y fue comisionado en 1924. Después de varios puestos en el estado mayor brevemente se convirtió en comandante de la 16.ª División Panzer a finales de 1944 antes de asumir el mando de la 17.ª División Panzer el 1 de febrero de 1945. Kretschmer fue promovido a mayor general el 1 de abril de 1945. Rindió su división el 11 de mayo de 1945 al este de Praga. Condenado en la Unión Soviética como criminal de guerra, fue retenido hasta 1955.

## Condecoraciones
- Cruz de Caballero de la Cruz de Hierro el 8 de marzo de 1945 como Oberst y comandante de la 17. Panzer-Division[2]